# Nordfront (Band)
Nordfront war eine deutsche Rechtsrock-Band aus Hannover, die von 1997 bis 2012 bestand. Laut dem Verfassungsschutz Niedersachsen zählte Nordfront neben Stahlgewitter zu den bekanntesten Rechtsrock-Bands aus Niedersachsen.

## Geschichte
Die Band wurde 1997 in Hannover gegründet. Sie trat unter anderem auf zwei Blood-and-Honour-Konzerten in Dänemark auf. Einer der Auftritte wurde später als Bootleg auf CD veröffentlicht. Ihr erstes Album Werft sie raus erschien 2000. Bis 2012 hat die Band diverse Tonträger veröffentlicht, darunter sieben Alben. Von der Bundesprüfstelle für jugendgefährdende Medien wurden das Jubiläumsalbum X und die ersten drei Veröffentlichungen, die unbetitelte Demo-CD, das Live-Bootleg-Album Live in Denmark ’98 sowie das Debütalbum Werft sie raus, indiziert. X wurde ohne die für die Indizierung verantwortlichen Lieder Punks und Das Haus ist besetzt neu aufgelegt. Auch Werft sie raus erschien als Der erste Streich in einer neu veröffentlichten Version. Die Alben sind beim Wikinger Versand, Pühses Liste, Heimdall Versand und rechten Label V7-Records erschienen. Des Weiteren existiert mit Final Stand ein Nebenprojekt der Band im Gothic-Metal-Stil.
Die Band trat unter anderem auf dem Pressefest 2003 der Deutschen Stimme in Meerane (Sachsen) vor etwa 3.800 Besuchern und bei Rock für Deutschland 2006 in Gera auf.
Die Band löste sich 2012 auf. Aufgrund dessen wurde die Neuauflage der indizierten CD Tätervolk Geschichte als Der letzte Streich ohne das indizierte Lied neu veröffentlicht.

## Texte
Die Texte der Band, insbesondere die zur Indizierung ausschlaggebenden Texte, sind zum Teil ausländerfeindlich, aber auch in aggressiver Weise gegen „Zecken“ (Linke und Punks), Politiker und die Polizei gerichtet. Zudem versuchen sie populistische Themen zu besetzen. Nordfront bewegen sich mit ihren Texten am Rand der Legalität und achten darauf, eine strafbare Grenze nicht zu überschreiten. Deutlich wird dies vor allem im Lied Nenn mich wie du willst: „Du nennst mich Nazi und Faschist, Leider darf ich nicht sagen was du bist. Das würde mich finanziell belasten, Denn nur meine Würde darf man antasten.“
2011 beteiligten sich Nordfront mit dem Lied Alter Mann an der später indizierten Schulhof-CD der NPD Mecklenburg-Vorpommern anlässlich der Landtagswahl in Mecklenburg-Vorpommern 2011. Das Lied beklagt das Schicksal eines Obdachlosen, der als Deutscher von seiner Umwelt kein Mitleid zu erwarten habe.
2011 geriet der ÖVP-Politiker Robert Schmierdorfer, Bürgermeister von Albersdorf-Prebuch, in die Kritik, nachdem er den Text zu Warum? zitiert hatte, in dem die „Todesstrafe für Kinderschänder“ gefordert wurde.

## Diskografie
- 1998: Demo (CD, indiziert)
- 1999: Live in Denmark '98 (Bootleg CD, indiziert)
- 2000: Werft sie raus (CD, indiziert)
- 2002: Argonnerwald (CD)
- 2002: Gefangen im Fadenkreuz (Vinyl-EP)
- 2003: Dunkle Macht (CD)
- 2005: Jahre der Schande (CD)
- 2007: Der erste Streich (CD, Neuauflage der CD Werft sie raus, ohne das beanstandete Lied)
- 2007: X (Doppel-CD zum zehnjährigen Bandjubiläum, indiziert)
- 2009: X – 2. Auflage (Doppel-CD ohne die beiden beanstandeten Lieder, dafür mit zwei Bonustiteln und schwarzem Cover, indiziert)
- 2009: Dunkle Macht (Neuauflage der gleichnamigen CD von 2003 bei einem anderen Label)
- 2009: Jahre der Schande (Neuauflage der gleichnamigen CD von 2005 bei einem anderen Label)
- 2011: Die Niedersachsen kommen (Sampler mit Division Wiking, Terroritorium, Vetaris, Final Stand, Norgard, Nordfront und Mücke)
- 2011: Wir sind durch Deutschland gefahren (Sampler)
- 2012: Tätervolk Geschichte (CD; indiziert am 6. September 2012, Liste A)
- 2012: In Victus (Split-CD mit Vetaris)
- 2013: Der letzte Streich (CD, Neuauflage der CD Tätervolk Geschichte, ohne das beanstandete Lied)